# Équipe de Somalie féminine de basket-ball
Actualités
L'équipe de Somalie de basket-ball féminin est l'équipe nationale qui représente la Somalie dans les compétitions internationales de basket-ball féminin. 
La Somalie ne s'est jamais qualifiée pour un tournoi olympique ou pour un Championnat du monde.
Les Somaliennes sont deuxièmes du Championnat d'Afrique 1979.